# Râul Huerva
Râul Huerva este un râu din nord-estul Spaniei, afluent al râului Ebru. Izvorăște din Sierra de Cucalón (Sistemul Iberic), în apropiere de localitatea Fonfría (provincia Teruel), de la o altitudine de 1.280 metri. Trece prin localitățile Villadoz,  Vistabella de Huerva, Tosos (anterior Alcañiz de la Huerva), Villanueva de Huerva, Muel, Cuarte de Huerva, Cadrete, María de Huerva și, după un traseu de 128 km, se varsă în râul Ebru la trecerea acestuia prin orașul Zaragoza.
Are un bazin cu o suprafață de 1.020 km². Aportul său mediu la debitul râului Ebru este de 67 hm³ anual.